# Potamon bileki
Potamon bileki is een krabbensoort uit de familie van de Potamidae. De wetenschappelijke naam van de soort is voor het eerst geldig gepubliceerd in 1971 door Pretzmann.